# Cycloschizon pritzelii
Cycloschizon pritzelii är en svampart som först beskrevs av Henn., och fick sitt nu gällande namn av Doidge 1921. Cycloschizon pritzelii ingår i släktet Cycloschizon och familjen Parmulariaceae.   Inga underarter finns listade i Catalogue of Life.